# Jamila Saadoun
Jamila Saadoun, née le 13 février 1991, est une karatéka tunisienne.

## Carrière
Jamila Saadoun est médaillée d'argent en kumite dans la catégorie des moins de 68 kg aux championnats d'Afrique 2012 à Rabat.